# 1448 w literaturze
Wydarzenia literackie w 1448 roku.

## Zmarli
- Wawrzyniec z Raciborza, polski teolog i pisarz (ur. 1381)